# 나무자전거
나무자전거는 2005년에 결성된 대한민국의 2인조 포크 밴드이다.

## 개요
2005년 기존의 3인조 음악 그룹인 자전거 탄 풍경에서 멤버 송봉주가 하차해 기존의 멤버인 강인봉, 김형섭의 2명으로 활동하였다. 1집 《나무자전거》로 데뷔했으며, 2011년 제18회 대한민국 연예예술상 남자포크싱어상을 수상하였다.

## 사고
2011년 4월 4일 한 방송사 프로그램 녹화에 참여한 도중 멤버인 강인봉이 무대에서 추락해 골반 뼈가 부러지는 전치 6주의 부상을 당하기도 했다.

## 구성원
| 이름   | 소개 |
| 강인봉 | - 생년월일 : 1966년 1월 23일(59세) - 출생지 : 대한민국 서울특별시 - 포지션 : 키보드, 보컬 - 학력 : 고려대학교 언론대학원 (석사과정) |
| 김형섭 | - 생년월일 : 1968년 8월 11일(56세) - 출생지 : 대한민국 서울특별시 - 포지션 : 기타, 보컬 - 학력 : 명지대학교 경영학사                |